# محمدحسین موسی‌پور
محمدحسین موسی پور (زاده ۲۲ آبان ۱۳۳۹، کرمان)، روحانی و سیاستمدار ایرانی است که از ۸ آذر ۱۴۰۰ رئیس شورای هماهنگی تبلیغات اسلامی است. وی از سال ۱۳۸۸ تا ۱۳۹۱ استاندار استان قم در دولت دهم بود. موسی‌پور اولین استاندار روحانی ایران و قم بود که پس از حدود ۳ سال فعالیت، توسط احمدی‌نژاد برکنار شد. وی دارای تحصیلات حوزوی خارج فقه و اصول و کارشناسی ارشد مدیریت دولتی است.

## سوابق
قائم مقامی معاونت سازماندهی سازمان تبلیغات اسلامی کشور، معاون ارتباطات و تشکل‌های دینی سازمان تبلیغات اسلامی کشور، معاون امور فرهنگی و تبلیغ سازمان تبلیغات اسلامی کشور، معاون امور اجتماعی وزارت کار و امور اجتماعی [۲]، معاون حقوقی مجلس و بین‌الملل وزارت کشور، رئیس شورای اطلاع‌رسانی وزارت کشور، رئیس ستاد مرکزی بازرسی انتخابات هشتمین دوره مجلس شورای اسلامی، رئیس ستاد مرکزی بازرسی انتخابات چهارمین دوره مجلس خبرگان رهبری و سومین دوره شوراهای اسلامی شهر و روستا، عضو شورای اطلاع‌رسانی دولت، عضو هیئت امنای مجتمع فرهنگی نور، مدیرمسئول و سردبیر ماهنامه معدن، سردبیر نشریه جام هفته و دبیر ائتلاف اکثریت اصولگرایان [۳] از جمله سمت‌های او بوده‌است.

## فرزندان
موسی‌پور دارای چهار فرزند، سه پسر و یک دختر است که یکی از فرزندان پسرش بنام مرتضی، روز جمعه ۱۰ شهریورماه ۱۳۹۱، در سن ۲۸ سالگی طی حادثه‌ای در شهر کرمان درگذشت.

## ریاست شورای هماهنگی تبلیغات اسلامی
موسی‌پور در ۸ آذر ۱۴۰۰ با حکم سید علی خامنه‌ای، رئیس شورای هماهنگی تبلیغات اسلامی شد.